# Pláucio Quintílio
Pláucio Quintílio ou Pláucio Quintilo (em latim: Plautius Quintillus; m. 175) foi senador romano do século II e membro da dinastia nerva-antonina.

## História
A família de Quintílio era de status consular e o nome de nascimento dele possivelmente era Lúcio Tício Pláucio Quintílio (em latim: Lucius Titius Plautius Quintillus). Seu pai provavelmente foi Lúcio Tício Epídio Aquilino, que serviu como cônsul em 125 durante o reinado do imperador Adriano. Segundo uma inscrição incompleta encontrada em Roma, Aquilino pode ter sido o chefe de um colégio sacerdotal e possivelmente foi anfitrião de um evento realizado em Roma. Seu irmão pode ter sido Lúcio Tício Pláucio Aquilino, que serviu como cônsul em 162 durante o reinado dos co-imperadores Marco Aurélio e Lúcio Vero.
Em 159, na época de Antonino Pio (r. 138-161), Quintílio serviu como cônsul ordinário. Ele se casou com uma nobre chamada Ceiônia Fábia, filha de Lúcio Élio César, o primeiro filho adotivo de Adriano; ela era ainda irmã de Lúcio Vero e cunhada da imperatriz-consorte Lucila. O casal teve um filho chamado Marco Peduceu Pláucio Quintílio, que se casou depois com Ânia Aurélia Fadila, uma das filhas de Marco Aurélio e Faustina e irmã de Lucila.
Por todo território do antigo Império Romano foram encontradas várias inscrições honoríficas dedicadas a Quintílio e sua família.